# Francesco Gavazzi
Francesco Gavazzi (Morbegno, Sondrio, Lombardía, 1 de agosto de 1984) es un ciclista italiano que fue profesional entre 2007 y 2023.

## Biografía
Francesco Gavazzi pasó a profesional en el año 2007 en el seno del equipo Lampre después de haber pasado dos años como amateur en los que consiguió varias victorias, como el Giro del Canavese sub-23 y el Giro de la Toscana sub-23.
Su padre Pierino Gavazzi fue un esprínter destacado en la época de los 70-80, mientras que su hermano Mattia Gavazzi es ciclista profesional.

## Palmarés
2009
- Vuelta a Nuremberg

2010
- 1 etapa del Giro de Cerdeña
- 1 etapa de la Vuelta al País Vasco
- Coppa Agostoni
- Trittico Lombardo (ver nota)[3]

2011
- 1 etapa de la Vuelta al País Vasco
- 2 etapas de la Vuelta a Portugal
- 1 etapa de la Vuelta a España

2012
- 1 etapa del Tour de Pekín

2016
- 1 etapa de la Vuelta a Portugal
- Memorial Marco Pantani

2018
- 1 etapa de la Vuelta a Burgos

2019
- 1 etapa del Tour de Limousin

## Resultados en Grandes Vueltas y Campeonatos del Mundo
| Carrera         | Carrera         | 2007 | 2008 | 2009 | 2010  | 2011 | 2012 | 2013 | 2014 | 2015 | 2016 | 2017 | 2018 | 2019 | 2020 | 2021 | 2022 | 2023 |
| --------------- | --------------- | ---- | ---- | ---- | ----- | ---- | ---- | ---- | ---- | ---- | ---- | ---- | ---- | ---- | ---- | ---- | ---- | ---- |
|                 | Giro de Italia  | —    | 84.º | 69.º | —     | —    | —    | —    | —    | 58.º | —    | —    | 53.º | 58.º | —    | 29.º | 67.º | 67.º |
|                 | Tour de Francia | —    | —    | —    | 105.º | —    | —    | 84.º | —    | —    | —    | —    | —    | —    | —    | —    | —    | —    |
|                 | Vuelta a España | —    | —    | —    | —     | 58.º | —    | —    | —    | —    | —    | —    | —    | —    | —    | —    | —    | —    |
| Mundial en Ruta | Mundial en Ruta | —    | —    | —    | Ab.   | 77.º | —    | —    | —    | —    | —    | —    | —    | —    | —    | —    | —    | —    |

—: no participa

Ab.: abandono